# Journey of Love – Das wahre Abenteuer ist die Liebe
Journey of Love – Das wahre Abenteuer ist die Liebe (auch Der Zeitreisende – Journey of Love, Original: Safety Not Guaranteed) ist eine US-amerikanische Komödie des Regisseurs Colin Trevorrow aus dem Jahr 2012. Die Hauptrollen übernahmen Aubrey Plaza, Mark Duplass, Jake Johnson und Karan Soni.

## Handlung
Darius Britt ist eine frustrierte Praktikantin beim Seattle Magazine, die allein mit ihrem Vater lebt. Den Tod ihrer Mutter während ihrer Kindheit hat sie nicht überwunden. In der High School und als Studentin fühlte sie sich ausgeschlossen.
Im Auftrag ihres Arbeitgebers soll sie mit den Kollegen Jeff Schwensen und dem indischstämmigen Biologiestudenten und Praktikanten Arnau eine Geschichte zu einer skurrilen Kontaktanzeige schreiben. Es wird jemand für eine Reise in die Vergangenheit gesucht. Waffen werden nicht bereitgestellt, bezahlt wird nach der Rückkehr und die Sicherheit ist nicht garantiert. Für die Recherche fahren die drei nach Ocean View.
Jeff versucht selbst mit dem Autor der Anzeige, Kenneth Calloway, in Kontakt zu treten und sich als Partner für die Zeitreise anzubieten, doch er scheitert an seinem selbstgefälligen Benehmen. Darius hingegen besucht Kenneth an seinem Arbeitsplatz im Supermarkt, findet die richtigen Worte und wird als mögliche Zeitreisekandidatin akzeptiert. In den folgenden Tagen lernen sich Darius und Kenneth besser kennen und entwickeln mehr als eine Vertrauensbasis. Kenneth will in die Vergangenheit reisen, um seine verstorbene Geliebte Belinda vor ihrem Unfalltod zu retten, Darius möchte in der Vergangenheit den Tod ihrer Mutter verhindern.
Die Recherche in Ocean View ist für Jeff nur ein Vorwand, Kontakt zu seiner Jugendliebe Liz aufzunehmen. Anfangs findet er sie unattraktiv und alt, später verliebt er sich aber wieder in sie. Nach ein paar romantischen Treffen schlägt sie Jeffs Angebot jedoch aus, mit ihm nach Seattle zu ziehen.
Nach dieser Enttäuschung drängt Jeff Arnau, sein Leben nicht zu verschwenden, sondern mit Mädchen auszugehen. Am Abend gehen sie in die Stadt, finden ein paar Mädchen und feiern mit ihnen. Mit einem von ihnen verbringt Arnau die Nacht.
Am nächsten Morgen erfährt Jeff telefonisch von seiner Chefin Bridget, dass Kenneths ehemalige Freundin Belinda, wegen der er seine Zeitreise plant, noch am Leben ist. Darius vereinbart einen Interviewtermin mit Belinda und erfährt, dass zwischen ihr und Kenneth nie eine ernsthafte Beziehung bestanden hat. Als Belinda eine Liebesbeziehung mit jemand anderem begann, wurde Kenneth eifersüchtig und fuhr mit dem Auto in ihr Haus. Da niemand verletzt wurde und sie Kenneth kannte, gaben sie und ihr neuer Freund Fahrerflucht eines Unbekannten bei der Polizei an und Kenneth wurde nicht belangt. In Kenneths Erzählung hingegen fuhr ein Verrückter in Belindas Haus und tötete sie dabei.
Nach dem Interview werden Darius und Jeff von zwei Geheimagenten angesprochen, die hinter Kenneth her sind. Laut ihren Angaben verfolgen sie Kenneth seit Jahren, da er sich durch seine Kontakte zu staatlichen Wissenschaftlern der Spionage verdächtig gemacht hat.
Nachdem Darius Kenneth von ihrem Wissen über Belinda erzählt, hat Kenneth sofort eine Erklärung: Durch seine Zeitreisen hat er den Tod von Belinda verhindern können. Jeff und Arnau erscheinen danach auch im Haus von Kenneth, um ihn vor den Geheimagenten zu warnen. Dadurch erkennt Kenneth, dass Darius auch für das Magazin arbeitet, und flüchtet enttäuscht in den Wald. Darius, Jeff, Arnau und die beiden Geheimagenten folgen ihm zur Startposition seiner Zeitmaschine. Darius entschuldigt sich, dass sie Kenneth ihre journalistische Arbeit verschwiegen hat, und beteuert, dass sie ansonsten ehrlich mit ihm war. Kenneth verzeiht ihr und Darius betritt die Zeitmaschine. Kenneth erklärt, dass es in der folgenden Zeitreise nur mehr um Darius ginge. Nach einem Kuss verschwinden die beiden zum Erstaunen der Beobachter mit der Zeitmaschine.

## Hintergrund
Der Film lehnt sich an eine fast wortgleiche Anzeige an, die 1997 im Backwoods Home Magazine erschienen ist. Sie war als Scherz gedacht und diente dazu, die Anzeigenseite zu füllen.

## Auszeichnungen
Der Film wurde beim Sundance Film Festival mit dem Waldo Salt Screenwriting Award für das Drehbuch von Derek Connolly ausgezeichnet. Beim South by Southwest (SXSW) Festival 2012 erhielt der Film den Independent Spirit Award for Best First Feature.
Die Deutsche Film- und Medienbewertung FBW in Wiesbaden verlieh dem Film das Prädikat wertvoll.

## Deutsche Produktion
Die deutsche Fassung wurde von TV+Synchron Berlin produziert. Aubrey Plaza wird von Maximiliane Häcke gesprochen, während Kristen Bell ihre Stimme von Manja Doering und Mark Duplass seine von Thomas Schmuckert geliehen bekommt. Der Film erschien Direct-to-DVD am 6. März 2014 durch den Tiberius Filmverleih.